# Волошин, Дмитрий Сергеевич (Герой Украины)
Дми́трий Серге́евич Воло́шин (укр. Дмитро Сергійович Волошин; Верховцево) — украинский военнослужащий, полковник, участник российско-украинской войны. Герой Украины (2024).

## Биография
Родился в городе Верховцево. За годы службы проходил службу в следующих воинских частях:
- 25-я отдельная воздушно-десантная бригада

- 81-я отдельная аэромобильная бригада

- 46-я отдельная аэромобильная бригада

- 82-я отдельная десантно-штурмовая бригада

В 2024 году возглавил 82-ю десантно-штурмовую Буковинскую бригаду. Под его командованием бригада успешно действовала на севере Харьковской области в районе города Волчанск, остановив наступление российских войск. С августа 2024 года принимал участие в операции в Курской области.
25 апреля 2025 года украинские СМИ сообщили, что Дмитрий Волошин возглавил 8-й корпус десантно-штурмовых войск.

## Награды
- Звание «Герой Украины» с удостоением ордена «Золотая Звезда» (30 сентября 2024) — за личное мужество и героизм, проявленные в защите государственного суверенитета и территориальной целостности Украины, верность военной присяге[2].
- Орден Богдана Хмельницкого II степени (11 апреля 2022) — за личное мужество и высокий профессионализм, проявленные в защите государственного суверенитета и территориальной целостности Украины, верность военной присяге[3].
- Орден Богдана Хмельницкого III степени (4 декабря 2014) — за личное мужество и высокий профессионализм, проявленные в защите государственного суверенитета и территориальной целостности Украины, верность военной присяге[4].